# Wybory prezydenckie na Polinezji Francuskiej w 2009 roku
Wybory prezydenckie na Polinezji Francuskiej w 2009 roku wygrał Oscar Temaru, uzyskując w 57-osobowym Zgromadzeniu, w pierwszej rundzie, 24 głosy (co stanowiło 42,11%), a w drugiej 37 (64,91%). Drugi, pod względem uzyskanych głosów, był Gaston Tong Sang. W pierwszej turze wskazało na niego 20 posłów (35,09%), w drugiej zdobył ten sam wynik. Pozostali kandydaci, Edouard Fritch i Sandra Levy Agami, nie zakwalifikowali się do drugiej tury głosowania, uzyskując odpowiednio 12 oraz 1 głos.
Wybory odbyły się 11 lutego, po wycofaniu się dotychczasowego pro-autonomicznego prezydenta Gastona Tong Sanga (by uniknąć konstruktywnego wotum nieufności zapowiedzianego przez opozycję).